# Woycek
«Woycek» o «Woyseck» es un tema instrumental de rock compuesto por el músico argentino Fito Páez que integra el álbum doble La la la de 1986, realizado en conjunto con Luis Alberto Spinetta, 20º álbum en el que tiene participación decisiva Spinetta y tercero de la carrera de Páez. El álbum fue calificado por la revista Rolling Stone y la cadena MTV como #61 entre los cien mejores discos de la historia del rock nacional argentino.
El título original, tal como figura en el álbum de 1986, es "Woycek", escrito con ce y ka final. En el CD doble editado en 2007 el título aparece escrito ""Woyseck", con ese y ce-ka final, y en otras ediciones aparece incluso escrito con otras sintaxis. Por su parte el título de la obra teatral de Georg Büchner y de la versión fílmica de Werner Herzog, de la que toma el título, es "Woyzeck", con zeta y ce-ka final, pronunciándose Woichek [bo 'i t∫ek]. 
El tema es interpretado por Fito Páez (teclados) y Spinetta (guitarra sintetizada Roland G-505).

## Contexto
El álbum La la la fue el resultado de la colaboración musical de dos figuras máximas del rock nacional argentino, Luis Alberto Spinetta y Fito Páez. En el momento de la grabación Spinetta tenía 36 años y era una figura consagrada con diecinueve álbumes grabados, en tanto que Páez tenía 23 años y recién comenzaba a ser una estrella con dos álbumes grabados.
La colaboración de dos figuras máximas para sacar un álbum conjunto, como hicieron Spinetta y Páez en 1986, fue un hecho inusual en el rock nacional argentino. Argentina transitaba el tercer año de democracia luego de la caída de la última dictadura. En ese contexto democrático el rock nacional, que había aparecido en los años finales de la década de 1960, se estaba masificando y desarrollaba nuevas sonoridades, a la vez que ingresaba una nueva generación.
La asociación entre Spinetta y Páez canalizó precisamente ese encuentro entre la generación que fundó el rock nacional y la segunda generación marcada por la Guerra de Malvinas (1982) y la recuperación de la democracia (1983).

## Woyzeck, la obra

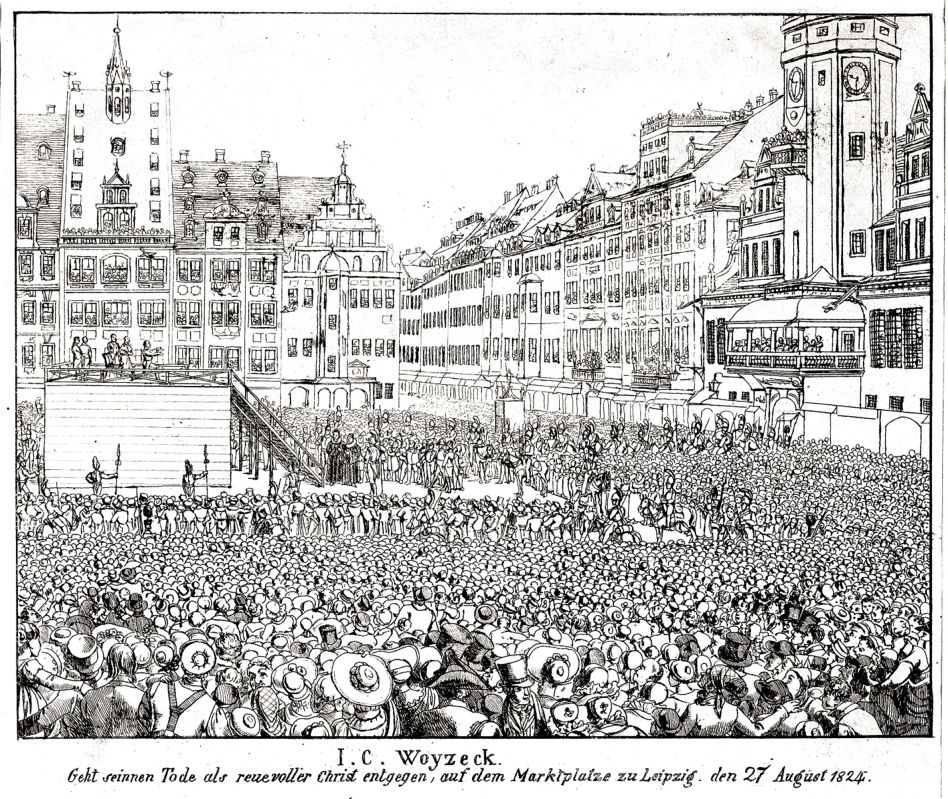
Grabado de la ejecución de Johann Christian Woyzeck en Leipzig en 1824.

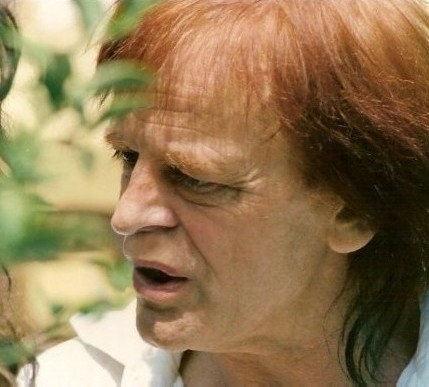
Klaus Kinski interpreta el papel de Woyzeck en la película de Werner Herzog que inspiró el tema de Fito Páez.

Woyzeck es una famosa obra de teatro alemana escrita por Georg Büchner poco antes de morir en 1837, que quedó inconclusa y fue terminada póstumamente en distintas versiones por varios autores, editores y traductores. La obra es considerada precursora del expresionismo alemán y está inspirada en un caso real de principios de siglo XIX en Alemania, en el que Johann Christian Woyzeck fue ejecutado por asesinar a su esposa a causa de los celos.
Woyzeck ha sido visto como una obra que trata la deshumanización de los seres humanos y en particular los trabajadores, los vulnerables y los excluidos. Ha sido definida por esa razón como "el Hamlet de los parias".
Estrenada recién en 1913, ha conocido muchas versiones, incluyendo una notable adaptación como ópera bajo el título de Wozzeck por el compositor Alban Berg y la película Woyzeck (1979) de Werner Herzog, protagonizada por Klaus Kinski y Eva Mattes.
Fito Páez conoció la obra a través de la película de Herzog. El argumento, tal como está relatado en la película, muestra a Franz Woyzeck, un pobre soldado raso de un pequeño cuartel de provincia y padre de un hijo ilegítimo que concibió con Marie, una prostituta con la que formó pareja. Acosado por las necesidades económicas, Woyzeck busca ganar dinero extra realizando trabajos serviles para su capitán y aceptando ser utilizado como conejillo de indias en cuestionables experimentos científicos por el médico del regimiento. Marie ha comenzado a alejarse emocionalmente de Woyzeck para poner su atención en un apuesto oficial que es director de la banda militar. Sometido a constantes humillaciones, la salud mental de Woyzeck se va derrumbando y comienza a tener visiones apocalípticas.
En una escena intencionalmente ambigua, el director de la banda tiene sexo con Marie en la habitación que comparte con Woyzeck. Marie sostiene que fue violada, pero Woyzeck comienza a ser comido por los celos. En ese estado confronta al oficial-director de la banda, quien se burla de él y lo humilla, despreciando a Marie. Woyzeck entonces busca a Marie y en la escena final la apuñala hasta matarla al borde de una laguna, para luego tirar el cuchillo y entrar al agua para limpiarse la sangre, donde alucina que se encuentra en una piscina llena de sangre y muere.

## El tema
El tema es el 19º track y noveno del Disco 2 (cuarto del lado B) del álbum doble La la la. El tema está inspirado en la película Woyzeck de Werner Herzog:

Veíamos mucho cine, hablábamos, fumábamos, bebíamos, nos reíamos y tocábamos música. Conocimos y criamos a nuestros… en ese caso eran los hijos de él,... Entonces allí, en la experiencia de la familia y de la curtida, surgió el álbum.
Fito Páez

Se trata de una marcha fúnebre en tono mayor (Fa mayor), sostenida por una secuencia melódica de batería (sol6-la6-fa6-la5-do6) que se repite constantemente, enmarcada por espaciados bajos del piano y acordes de vientos (Fa mayor-Sol mayor-Sol menor), sobre los que se desarrolla la triste melodía principal, que nunca termina de resolverse (do6-do6-fa6-fa6-sol6-sol6-la6/fa6-la6-la#6-do7/do7-do7-re7-do7-la#6-la#6-la#6-do7-la6) y que también vuelve a repetirse, con numerosas disonancias. El tema tiene dos partes bien marcadas, divididas por un silencio en el que pueden oírse sonidos de monos y pájaros. En la segunda parte, primero Spinetta con una guitarra sintetizada Roland G-505 y luego Fito con el piano, realizan sendos solos.
La marcha remite a la tristeza y las disonancias de la banda de sonido durante los créditos de la película, interpretada por Fidelquartett Telč. Fito Páez ha contado también que el "toque siniestro" de la canción fue logrado con la misma base utilizada en "Gricel".
Spinetta relacionó de modo irracional el contenido violento del álbum con la masacre que sufriera la familia de Fito Páez apenas dos meses después de finalizar la grabación, en la que fueron asesinadas su abuela y su tía abuela (a quienes consideraba "sus madres" debido a que fueron quienes lo criaron luego de la muerte de su madre cuando solo tenía meses de edad), y la mujer que realizaba las tareas domésticas de su hogar, quien a su vez estaba embarazada. Sobre todo dos temas del álbum fueron asociados por Spinetta como desencadenantes de la masacre, "Tengo un mono" y "Woycek":

Debo confesar que en ese momento relacioné los hechos con la violencia del disco... Pero luego pasó lo de las viejas y llegué a sentirme el creador de lo que sucedió. Como si todo se hubiese desatado por la violencia propia de la obra. Sé que es una paranoia, pero lo sentí así y sufrí mucho... Pero insisto, en su momento creí que La la la había provocado lo que sucedió después, porque además Fito le había dedicado un tema a Woyceck, que es un film de Werner Herzog espantosamente violento.
Luis Alberto Spinetta